# جوزيف هانسن (كاتب)
جوزيف هانسن (بالإنجليزية: Joseph Hansen)‏‏ (19 يوليو 1923 في أبردين، داكوتا الجنوبية - 24 نوفمبر 2004 في لاغونا بيتش، أورانج، كاليفورنيا) كاتب، وروائي من الولايات المتحدة.

## روابط خارجية
- جوزيف هانسن على موقع الموسوعة البريطانية (الإنجليزية)
- جوزيف هانسن على موقع إن إن دي بي (الإنجليزية)